# Stara Rawa
Stara Rawa is een dorp in de Poolse woiwodschap Łódź. Het dorp ligt in het historische landsdeel Mazovië nabij de rivier de Rawa en telt 280 inwoners (2004).
De plaats maakt deel uit van de gemeente Nowy Kawęczyn.

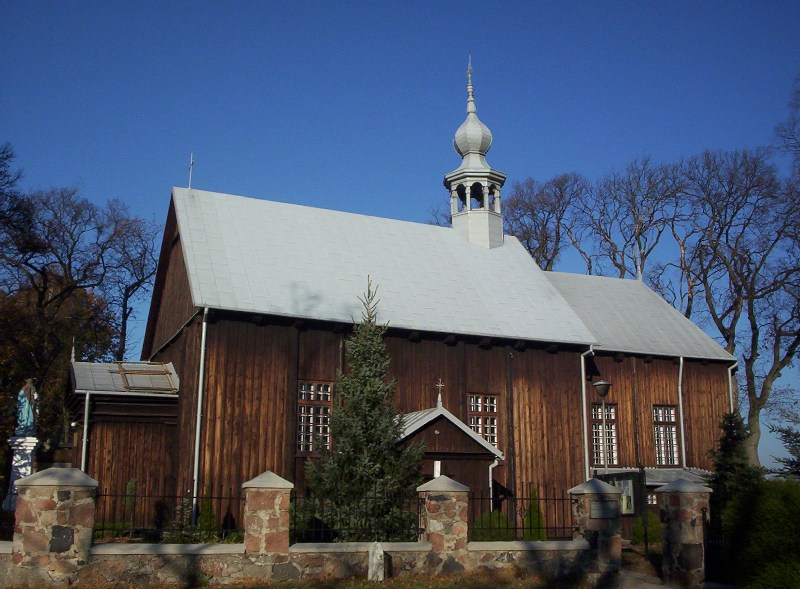
Kerk